# Voyages, relations et mémoires originaux pour servir à l’histoire de la découverte de l’Amérique
Voyages, relations et mémoires originaux pour servir à l’histoire de la découverte de l’Amérique ist eine französische Buchreihe mit  gedruckten Quellenmaterial zur Entdeckungsgeschichte Amerikas. Die kurz auch Voyages, relations et mémoires genannte Reihe wurde von Henri Ternaux-Compans (1807–1864) herausgegeben und erschien bei Arthus-Bertrand in Paris.

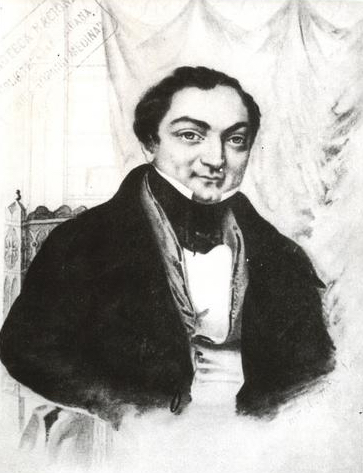
Henri Ternaux-Compans (1807–1864)

Sie enthält ins Französische übersetzte Werke von Fernando Montesinos, Pero de Magalhães Gândavo, Hans Staden, Nikolaus Federmann, Francisco de Xerez, Ulrich Schmidel, Álvar Núñez Cabeza de Vaca, Fernando de Alva Ixtlilxóchitl, Pedro de Castañeda de Nájera, Alonso de Zurita, Gonzalo Fernández de Oviedo y Valdés, Miguel Cabello de Balboa, Juan de Velasco.
Band 4 beispielsweise, Relation véridique de la conquête du Pérou et de la Province du Cuzco, nommée Nouvelle-Castille ist eine Übersetzung des Werkes Verdadera relación de la conquista del Perú (Wahrhaftiger Bericht über die Eroberung Perus) des spanischen Chronisten Francisco de Xerez. Es ist die erste französische Ausgabe dieses Werkes, das aus dem 1547 in Salamanca veröffentlichten Original übersetzt wurde. Dieses sehr seltene Werk wurde von Barcia in seinem Historiadores primitivos nachgedruckt.

Thomas Warren Field zufolge wurde es 

„von jemandem geschrieben, der die Akteure der Eroberung der Inkas persönlich kannte und viele der großen und blutigen Ereignisse miterlebte, die diesen wunderbaren Dynastiewechsel begleiteten. Er wird natürlich zum Apologeten der Invasoren und bemüht sich, ihre Taten der Vergewaltigung, Zerstörung und des Massakers zu mildern.“

Einen weiteren ins Französische übersetzten Band bildet beispielsweise Rapport sur les différentes classes de chefs de la Nouvelle-Espagne (spanischer Originaltitel: Relación de los señores de la Nueva España) von Alonso de Zurita (Zorita).

## Bände
Die einzelnen Bände sind:
- 1 Federmann, Nikolaus: Belle et agréable Narration du premier Voyage de Nicolas Federmann le jeune d'Ulm aux Indes de la Mer Océane, et de tout ce qui lui est arrivé dans ce pays jusqu'à son regour en Espagne écrite brièvement et divertissante à lire. Paris, 1837
- 2 Magalhães de Gandavo, Pero de: Histoire de la province de Sancta-Cruz par Pero de Magalhanes. Paris: Bertrand, 1837
- 3 Staden, Hans: Véritable histoire et description d'un pays situé dans le nouveau monde, nommé Amérique par Hans Staden. Paris: Bertrand, 1837 (Wikisource)
- 4 Xerez, Francisco de: Relation véridique de la conquête du Pérou et de la province de Cuzco, nommée Nouvelle-Castille par François Xérès. Paris: Bertrand, 1837
- 5 Schmidel, Ulrich: Histoire véritable d'un voyage curieux par Schmidel. Paris: Bertrand, 1837
- 6 Núñez Cabeza de Vaca, Alvaro: Commentaires Valladolid 1555 d'Alvar Nuñez Cabeza de Vaca. Red. par Pero Hernandez. Paris: Bertrand, 1837 (Wikisource)
- 7 Núñez Cabeza de Vaca, Alvaro: Relation et naufrages Valladolid 1555 de Alvar Nuñez Cabeza de Vaca. Paris: Bertrand, 1837
- 8 Alva, Fernando; Alva, Fernando: Cruautés horribles des conquérants du Mexique mémoire Fernando de Alva Ixtlilxochitl. [Übers.: H. Ternaux-Compans]. Paris: Bertrand, 1838
- 9 Castañeda de Nágera, Pedro de; Cibola, ...: Relation du voyage de Cibola entrepris en 1540 par Pédro de Castañeda de Nagera. Paris: Bertrand, 1838
- 10 Godoy, Diego de: Recueil de pièces relatives à la conquête de Mexique 1. Paris, 1838
- 11 Rapport sur les differents classes des chef de la Nouv.-Espagne, Alonzo de Zurita
- 12 Alva, Fernando: Histoire des Chichimèques ou des anciens rois de Tezcuco 1 par Don Fernando d'Alva Ixtlilxochitl. Paris: Bertrand, 1840
- 13 Alva, Fernando: Histoire des Chichimèques ou des anciens rois de Tezcuco 2 par Don Fernando d'Alva Ixtlilxochitl. Paris: Bertrand, 1840
- 15 Cabello de Balboa, Miguel; Ternaux-Compans, Henri [Herausgeber]: Histoire du Pérou inédite par Miguel Cavello Balboa. Publiée ... en français par H. Ternaux-Compans. Paris, 1840
- 16: Recueil de pièces relatives à la conquête de Mexique 2. Paris: Bertrand, 1840
- 17 Montesinos, Fernando: Mémoires historiques sur l'ancien Pérou par Licencié Fernando Montesinos. Paris: Bertrand, 1840
- 18 Velasco, Juan de: Histoire du royaume de Quito 1 par Don Juan de Velasco. Paris: Bertrand, 1840
- 19 Velasco, Juan de: Histoire du royaume de Quito 2 par Don Juan de Velasco. Paris: Bertrand, 1840
- 20 Recueil des pièces sur la Florida